# Campionato motociclistico italiano su strada 1911
Il Campionato Motociclistico Italiano su Strada 1911  è la prima edizione del campionato italiano velocità. In questa annata sono attive due categorie: la 1/2 litro e la 1/3 di litro.

## Stagione
Creato dal neonato Moto Club d'Italia, il campionato si svolse in prova unica l'8 ottobre 1911 su un percorso di 315 km con partenza da Sesto San Giovanni alle ore 7 (quando partì il primo pilota della "mezzo litro", Vittorio Corones, cui fecero seguito a intervalli di un minuto tra di loro tutti gli altri) ed arrivo a Cascina Gobba (Milano) passando per Morbegno, il Passo dell'Aprica, Breno e Bergamo.
La gara si svolse in condizioni meteorologiche pessime, che resero le strade spesso impraticabili. Tra i favoriti si ritirarono Vailati per rottura di un cerchio e Ghirlanda per il cedimento della forcella.
Si aggiudicarono il primo titolo di campioni d'Italia Carlo Pusterla su Triumph 500 (a oltre 43 km/h di media) e nella "terzo di litro" Mario Acerboni su Frera 330 (a oltre 40 km/h di media).
Le cronache dell'epoca segnalarono una scarsa presenza di pubblico al traguardo.

## 1/2 litro

### Iscritti
- Vittorio Corones
- Ernesto Vailati
- Carlo Pusterla
- Valeri
- Carlo Lampugnani
- Facchetti
- Granara
- Giuseppe Galbai
- Pietro Ghirlanda
- Porta
- Maffei
- Valenzano

### Classifica
| Pos. | Pilota           | Moto     | Tempo Distacco |
| ---- | ---------------- | -------- | -------------- |
| 1    | Carlo Pusterla   | Triumph  | 7h 12' 33"     |
| 2    | Giuseppe Galbai  | NSU      | +25' 19"       |
| 3    | Vittorio Corones | Borgo    | +52' 34"       |
| 4    | Carlo Lampugnani | Wanderer |                |

## 1/3 di litro

### Iscritti
- Grenazzi
- Nino Masciocchi
- Pelatta
- Mario Acerboni
- Pelosio
- Viggiani
- Porrini
- Baj-Badino
- Mario Sassi
- Monti

### Classifica
| Pos. | Pilota          | Moto          | Tempo Distacco |
| ---- | --------------- | ------------- | -------------- |
| 1    | Mario Acerboni  | Frera         | 7h 45' 48"     |
| 2    | Nino Masciocchi | Bucher & Zeda | +1h 10' 20"    |
| 3    | Baj-Badino      | NSU           |                |
| 4    | Mario Sassi     | NSU           |                |

Segue un altro.